# توريليا
توريليا (بالليغورية: Torriggia) هي كومونا (بلدية) في مدينة ميتروبوليتان جنوة الإيطالية في ليغوريا، تقع في أعلى وادي Trebbia ، على بعد حوالي 20 كيلومتر (12 ميل) شمال شرق جنوة. تحد توريليا البلديات التالية: Davagna، Lorsica، Lumarzo، Mocònesi، Montebruno، Montoggio، Neirone، Propata، Rondanina، Valbrevenna.

## تاريخ

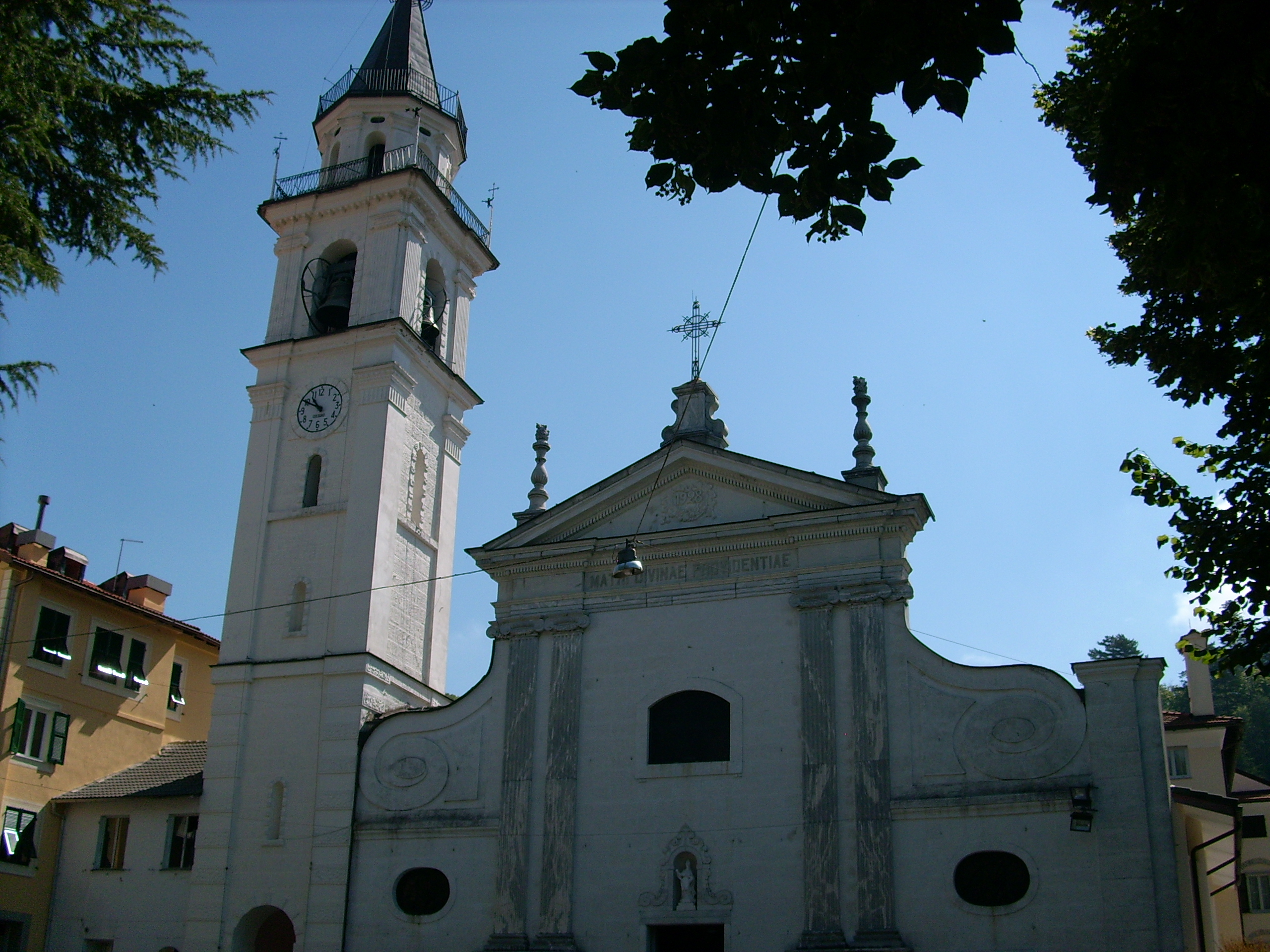
كنيسة سانت أونوراتو في توريليا.

تأسست المدينة تقريباً في العصر الروماني، وفي العصور الوسطى كانت ملكًا لدير بوبيو، ثم في عام (1227) أصبحت ملك لعائلة مالاسبينا وفي (منتصف القرن الرابع عشر) للفيشي، الذين بنوا قلعة هنا، وفي وقت لاحق كانت تحت جمهورية جنوة، وشاركت توريليا في الحروب بين غويلفيون وغيبلينيون، مما تسبب في حصارها من قبل جنوة في عام 1432, وفي عام 1548، استحوذت عليها عائلة دوريا، التي احتفظت بها حتى الغزو النابليوني عام 1797.
في عام 1815 أصبحت توريليا جزءً من مملكة سردينيا، ومن عام 1861، أصبحت جزءً من مملكة إيطاليا الموحدة واثناء الحرب العالمية الثانية كانت مقراً للمقاومة الحزبية.

## المعالم السياحية الرئيسية
- القلعة
- كنيسة سانت أونوراتو دي آرليس .
- كنيسة سانت فنسنت.

## ابرز الشخصيات
- بيير فورتوناتو زانفريتا (1952)،

## اقتصاد
يعتمد الاقتصاد في الغالب على الزراعة وتربية الماشية.

## المواصلات
تقع توريليا على طريق الولاية 45 في فال تريبيا، وتربط جنوة ببياتشنزا. يمكن الوصول إلى الطرق السريعة A7 و A12 من Busalla، وهي أيضًا مقر أقرب محطة سكة حديد.

## أخرى
تُعرف توريليا شعبياً باسم عاصمة UFO في إيطاليا، وذلك بسبب «الاتصالات» العديدة التي حدثت في أراضيها خلال السبعينيات، والتي كان لها دور بطل الرواية Pier Fortunato Zanfretta . تشتهر توريليا بـ Canestrelletto ، وهي كعكة صغيرة قصيرة المعجنات لها شكل نجمة سداسية، مع ثقب في المنتصف وبودرة السكر، حتى أنه أقُيم على شرفها مهرجان، "Festa del Canestrelletto"، ويقام كل عام من عام 1998 ويشارك فيه جميع منتجي " Il Canestrelletto di Torriglia "®

## روابط خارجية
- الموقع الرسمي
- هو: Torriglia استخدم مترجم جوجل